# Pluton Minerów przy Dywizji Litewsko-Białoruskiej
Pluton minerów przy Dywizji Litewsko-Białoruskiej – pododdział saperów Wojska Polskiego.

## Formowanie i zmiany organizacyjne
W styczniu 1919 roku I Batalion Saperów im. Tadeusza Kościuszki w Warszawie wydzielił ze swojego składu pluton minerów pod dowództwem podporucznika Jerzego Cyryla Kieffera. Pluton został skierowany do Łap, gdzie został podporządkowany dowódcy Dywizji Litewsko-Białoruskiej. Pierwszą akcją bojową plutonu był wjazd 19 lutego do Białegostoku, jako oddział przedni pociągu pancernego. Następnie pluton przybył do Słonimia, gdzie zniszczył kilka mostów na rzece Szczara. Od lutego do marca pluton niszczył mosty i urządzenia kolejowe oraz wysadzał zatory lodowe. 15 kwietnia pluton wziął udział w ofensywie Grupy pułkownika Boruszczaka na Baranowicze niszcząc tory kolejowe, walcząc z patrolem bolszewickiego pociągu pancernego oraz osłaniając baterie 7 Pułku Artylerii Polowej, wystawiając placówki koło Nowej Myszy. 19 kwietnia w Kraszewie minerzy zniszczyli most na linii kolejowej Baranowicze-Pińsk, a podporucznik Leon Tyszyński wysadził most kolejowy na linii Baranowicze-Łuniniec oraz dwa drewniane mosty drogowe i 10 małych mostków. W maju minerzy wyjechali do Grodna, skąd rozpoznawali mosty na liniach kolejowych Grodno–Suwałki i Grodno-Landwarów. Przy Dywizji Litewsko-Białoruskiej pozostał dziesięcioosobowy patrol pod dowództwem podporucznika Kieffera, który 6 lipca 1919 roku, w boju pod Lusinem, w składzie Grupy podpułkownika Rybickiego, skutecznie zwalczał sowiecki pociąg pancerny „Borys”. Do jesieni 1920 roku dzielni minerzy wysadzali mosty kolejowe i drogowe oraz urządzenia kolejowe pod Baranowiczami i Łuckiem. W październiku 1920 roku pluton przybył do Wilna, gdzie został wcielony do 1 kompanii I Batalionu saperów 3 Pułku Saperów Wileńskich.
Działalność minerów zyskała uznanie w oczach ich przełożonych. Dowódca Frontu Litewsko-Białoruskiego, generał Stanisław Szeptycki w rozkazie z 1 czerwca 1919 roku napisał: „wyrażam dowódcom plutonu minerów przy grupie majora Bobiatyńskiego, ppor. Kiefferowi i ppor. Tyszyńskiemu, jak również, wszystkim oficerom i żołnierzom  tegoż oddziału za pełne poświęceń wykonanie otrzymanych zadań i skuteczną służbę przed nieprzyjacielem moje podziękowanie i uznanie w imieniu wspólnej sprawy”. Dowódca III Brygady Litewsko-Białoruskiej, pułkownik Aleksander Boruszczak w specjalnym rozkazie pochwalnym L.dz. 41/op. napisał: „za wzorowy patriotyzm, bezprzykładną dzielność, niezmordowaną gorliwość w służbie ojczystej i prawdziwie żołnierskie poczucie powinności, ppor. Tyszyńskiemu i osobliwie jego oddziałowi serdeczne dzięki w imieniu ojczyzny, jako też w moim osobistym. Dumny jestem takim bohaterom być dowódcą. Cześć wam moi bohaterowie!” 25 maja 1919 roku dowódca Wileńskiego Pułku Strzelców, major Stanisław Bobiatyński pożegnał minerów słowami: „z prawdziwym żalem rozstaję się z dzielnym oddziałem i wymarsz Pana (ppor. Tyszyńskiego) ode mnie jest prawdziwą szkodą dla całej mojej grupy, gdyż tak dzielnych minerów, wątpię, czy kiedy otrzymam”.

## Oficerowie pułku
- ppor. Jerzy Cyryl Kieffer – dowódca plutonu[3].
- ppor. Leon Tyszyński[4]